# Psychotria brachiata
Psychotria brachiata är en måreväxtart som beskrevs av Olof Swartz. Psychotria brachiata ingår i släktet Psychotria och familjen måreväxter. Inga underarter finns listade i Catalogue of Life.